# تقویت‌کننده حس‌کننده
تقویت‌کننده حس‌کننده (به انگلیسی: sense amplifier) مداری است که برای تقویت و آشکار کردن سیگنال‌های کوچک در سیستم‌های الکترونیکی استفاده می‌شود. معمولاً در مدارهای حافظه مانند حافظه با دسترسی تصادفی پویا (دی‌رَم) برای خواندن و تقویت سیگنال‌های ضعیف ذخیره شده در سلول‌های حافظه استفاده می‌شود.
در حافظه رایانه نوین، تقویت‌کننده حس‌کننده یکی از عناصری است که مدار را روی یک تراشه حافظه نیم‌رسانا (مدار مجتمع) تشکیل می‌دهد. قدمت این اصطلاح به دوران حافظه با هسته‌مغناطیسی بازمی‌گردد. تقویت‌کننده حس‌کننده بخشی از مدار خواندن است که هنگام خواندن داده‌ها از حافظه استفاده می‌شود. نقش آن این است که سیگنال‌های کم توان را از یک خط‌بیت که نشان دهنده یک بیت داده (۱ یا ۰) ذخیره شده در یک سلول حافظه است، حس کند و نوسان ولتاژ کوچک را تا سطوح منطقی قابل‌تشخیص تقویت کند تا بتوان داده‌ها را با منطق خارج از حافظه به درستی تفسیر کرد.
مدارهای تقویت‌کننده حس‌کننده نوین از دو تا شش (معمولاً چهار) ترانزیستور تشکیل شده‌اند، در حالی که تقویت‌کننده‌های حس‌کننده اولیه برای حافظه هسته‌مغناطیسی گاهی شامل ۱۳ ترانزیستور می‌شوند. برای هر ستون از سلول‌های حافظه یک تقویت‌کننده حس‌کننده وجود دارد، بنابراین معمولاً صدها یا هزاران تقویت‌کننده حس‌کننده یکسان در یک تراشه حافظه نوین وجود دارد. به این ترتیب، تقویت‌کننده‌های حس‌کننده یکی از معدود مدارهای آنالوگ باقی مانده در زیرسیستم حافظه کامپیوتر هستند.

## ساختار اساسی

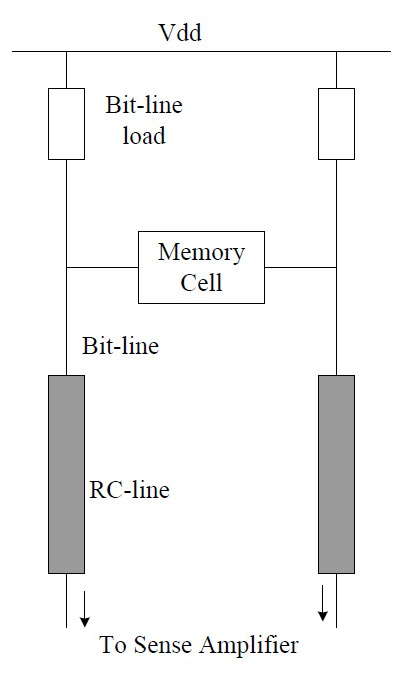
شکل ۱ (الف)

تقویت‌کننده حس‌کننده در طول عملیات خواندن و بازآوردن (به انگلیسی: refresh) داده‌ها از حافظه مربوطه مورد نیاز است.
| انواع مدار | حالت کاری  |
| ---------- | ---------- |
| تفاضلی     | حالت ولتاژ |
| ناتفاضلی   | حالت-جریان |

## عملکرد تراشه حافظه
داده‌ها در یک تراشه حافظه نیم‌رسانا در مدارهای کوچکی به نام سلول‌های حافظه ذخیره می‌شوند. تقویت‌کننده‌های حس‌کننده عمدتاً در سلول‌های حافظه فرار استفاده می‌شوند. سلول‌های حافظه یا سلول‌های اس‌رَم یا دی‌رَم هستند که در ردیف‌ها و ستون‌ها روی تراشه قرار می‌گیرند. هر خط به هر سلول در ردیف متصل است. خطوطی که در امتداد ردیف‌ها قرار دارند، خط‌واژه‌ها نامیده می‌شوند که با قراردادن ولتاژ روی آن فعال می‌شوند. خطوطی که در امتداد ستون‌ها قرار دارند ، خط‌بیت نامیده می‌شوند و دو خط‌بیت مکمل از این قبیل به تقویت‌کننده حس‌کننده در لبه آرایه متصل می‌شوند. تعداد تقویت‌کننده‌های حس‌کننده مشابه «خط‌بیت» روی تراشه است. هر سلول در تقاطع یک خط‌واژه و خط‌بیت خاص قرار دارد که می‌توان از آن برای «آدرس‌دهی» استفاده کرد. داده‌های موجود در سلول‌ها توسط همان خط‌بیت‌هایی که در بالای سطرها و ستون‌ها قرار دارند خوانده یا نوشته می‌شوند.

### عملکرد اس‌رَم
برای خواندن یک بیت از یک سلول حافظه خاص، خط‌واژه در امتداد ردیف سلول روشن می‌شود و تمام سلول‌های ردیف را فعال می‌کند. سپس مقدار ذخیره شده (منطق ۰ یا ۱) از سلول به خط‌بیت‌های مرتبط با آن می‌آید. تقویت‌کننده حس‌کننده در انتهای دو خط‌بیت مکمل، ولتاژهای کوچک را تا یک سطح منطقی معمولی تقویت می‌کند. سپس بیت از سلول مورد نظر از تقویت‌کننده حس‌کننده سلول به یک بافر بسته می‌شود و روی گذرگاه خروجی قرار می‌گیرد.

### عملکرد دی‌رَم
عملکرد تقویت‌کننده حس‌کننده در دی‌رَم کاملاً شبیه به اس‌رَم است، اما عملکرد اضافی را انجام می‌دهد. داده‌های موجود در تراشه‌های دی‌رَم به عنوان بار الکتریکی در خازن‌های کوچک در سلول‌های حافظه ذخیره می‌شود. عملیات خواندن، بار یک سلول را کاهش می‌دهد و داده‌ها را از بین می‌برد، بنابراین پس از خواندن داده‌ها، تقویت‌کننده حس‌کننده باید بلافاصله آن را در این سلول با اعمال ولتاژ به آن بنویسد و خازن را دوباره شارژ کند. به این می‌گویند بازآوردن حافظه.

### اهداف طراحی
هدف تقویت‌کننده‌های حس‌کننده به عنوان بخشی از طراحی‌های خود، حداقل تأخیر حس‌کننده، سطح تقویت مورد نیاز، حداقل مصرف انرژی، تناسب در مساحت‌های جانمایی و قابلیت‌اطمینان و خطای‌مجاز بالا است.